# کوه صبر
کوه صبر (به عربی: جبل صبر) یک کوه در یمن است که در استان تعز واقع شده‌است. کوه صبر ۳٬۰۷۰ متر بالاتر از سطح دریا واقع شده‌است.